# Синдром Варкани
Синдром Варкани — хромосомная аномалия.
Клиническая картина синдрома трисомии 8 впервые описана разными авторами в 1962 и 1963 гг. у детей с отставанием в умственном развитии, отсутствием надколенника и другими врождёнными пороками развития. Цитогенетически констатирован мозаицизм по хромосоме из группы С или D, поскольку индивидуальной идентификации хромосом в тот период ещё не было. Полные трисомии 8, как правило, летальны. Их часто обнаруживают у пренатально погибших эмбрионов и плодов. Среди новорождённых трисомия 8 встречается с частотой не более чем 1:50000(5000), преобладают больные мальчики (соотношение мальчиков и девочек 5:2). Большинство описанных случаев (около 90 %) относится к мозаичным формам. Заключение о полной трисомии у 10 % больных основывалось на исследовании одной ткани, чего в строгом смысле недостаточно для исключения мозаицизма.
Трисомия 8 — результат вновь возникшей мутации (нерасхождение хромосом) на ранних стадиях бластулы, за исключением редких случаев новой мутации в гаметогенезе.
Различий в клинической картине полных и мозаичных форм не выявлено. Тяжесть клинической картины широко варьирует. Причины таких вариаций неизвестны. Корреляций между тяжестью заболевания и долей трисомных клеток не обнаружено.
Дети с трисомией 8 рождаются доношенными. Возраст родителей из общей выборки не выделяется.
Для болезни наиболее характерны отклонения в строении лица, пороки опорно-двигательного аппарата и мочевой системы. При клиническом обследовании выявляются выступающий лоб, косоглазие, эпикантус, глубоко посаженные глаза, гипертелоризм глаз и сосков, высокое нёбо (иногда расщелина), толстые губы, вывернутая нижняя губа, большие ушные раковины.

## Основные признаки трисомии 8
| Порок (признак)                                  | Относительная частота % |
| ------------------------------------------------ | ----------------------- |
| Умственная отсталость                            | 97,5                    |
| Выбухающий лоб                                   | 72,1                    |
| Характерное лицо                                 | 83,6                    |
| Косоглазие                                       | 55,3                    |
| Эпикант                                          | 50,7                    |
| Высокое нёбо (или расщелина)                     | 70,9                    |
| Вывернутая нижняя губа                           | 80,4                    |
| Микрогнатия                                      | 79,2                    |
| Ушные раковины с аномалиями мочек                | 77,6                    |
| Короткая и(или) складчатая шея                   | 57,9                    |
| Аномалии скелета                                 | 90,7                    |
| Аномалии ребер                                   | 82,5                    |
| Контрактуры                                      | 74,0                    |
| Камптодактилия                                   | 74,2                    |
| Длинные пальцы                                   | 71,4                    |
| Клинодактилия                                    | 61,4                    |
| Сколиоз                                          | 74,0                    |
| Узкие плечи                                      | 64,1                    |
| Узкий таз                                        | 76,3                    |
| Аплазия (гипоплазия) надколенника                | 60,7                    |
| Аномалии тазобедренного сустава                  | 62,5                    |
| Аномалии расположения пальцев стоп               | 84,1                    |
| Глубокие борозды между межпальцевыми подушечками | 85,5                    |
| Косолапость                                      | 32,2                    |
| Паховая грыжа                                    | 51,0                    |
| Крипторхизм                                      | 73,2                    |
| Пороки мочевой системы, в том числе гидронефроз  | 66,0                    |
| Пороки сердца                                    | 44,4                    |
| Аномалии ануса                                   | 15,5                    |

При УЗИ выявляются аномалии позвоночника (добавочные позвонки, неполное закрытие позвоночного канала), аномалии формы и положения ребер или добавочные ребра.
У новорождённых встречается от 5 до 15 симптомов и более.
При трисомии 8 прогноз физического, психического развития и жизни неблагоприятный, хотя описаны пациенты в возрасте 17 лет. Со временем у больных проявляются умственная отсталость, гидроцефалия, паховая грыжа, новые контрактуры, аплазия мозолистого тела, новые изменения скелета (кифоз, сколиоз, аномалии тазобедренного сустава, узкий таз, узкие плечи).
Методов специфического лечения нет. Оперативные вмешательства производятся по жизненным показаниям.